# Medalha de Mérito Profissional
A Medalha de Mérito Profissional (em chinês:  專業功績勳章) é uma condecoração macaense, atribuída desde 2001 pelo governo da Região Administrativa Especial de Macau, em reconhecimento às contribuições significativas para as atividades profissionais da Região Administrativa Especial de Macau da República Popular da China.

## Lista de galardoados
| Ano  | Galardoados                                                                        |
| ---- | ---------------------------------------------------------------------------------- |
| 2001 | Chui Sai Cheong                                                                    |
| 2001 | José Floriano Pereira Chan                                                         |
| 2001 | Eric Yeung Tsun Man                                                                |
| 2001 | Leonel Alberto Alves                                                               |
| 2002 | Paula Hsiao Yun Ling                                                               |
| 2002 | Carlos Marreiros                                                                   |
| 2002 | Wong Yue Kai                                                                       |
| 2003 | José Joaquim das Neves                                                             |
| 2003 | Chan Seak Hou                                                                      |
| 2003 | Ieong Wan Chong                                                                    |
| 2003 | Tam Shek Fan                                                                       |
| 2004 | Wong Nim Lai                                                                       |
| 2004 | Chui Sai Peng José                                                                 |
| 2004 | Joaquim Jorge Perestrelo Neto Valente                                              |
| 2004 | Associação de Gestão de Macau                                                      |
| 2005 | Pedro Manuel Batalha                                                               |
| 2005 | Chan Hio Wan                                                                       |
| 2006 | Rui António Craveiro Afonso                                                        |
| 2006 | Lou I Wa                                                                           |
| 2007 | Ho Mei Va                                                                          |
| 2007 | Lam Chong In                                                                       |
| 2007 | Leong Ngan                                                                         |
| 2008 | Leong Man Io                                                                       |
| 2008 | Lok Wai Kin                                                                        |
| 2009 | Wang Zhishi                                                                        |
| 2009 | Tou Wai Fong                                                                       |
| 2009 | Kou Chin Pang                                                                      |
| 2009 | Lok Weng Kan                                                                       |
| 2010 | Vong Hin Fai                                                                       |
| 2010 | Rui Teixeira Freitas                                                               |
| 2010 | Lai Ieng Kit                                                                       |
| 2011 | Lam Wai Hou                                                                        |
| 2011 | António José Dias Azedo                                                            |
| 2011 | Victoria Alexa Kuan Chan                                                           |
| 2012 | Iong Weng Ian                                                                      |
| 2012 | Lei Chin Ion                                                                       |
| 2012 | Paulino do Lago Comandante                                                         |
| 2012 | Ao Peng Kong                                                                       |
| 2013 | Raimundo Arrais do Rosário                                                         |
| 2013 | Leong Keng Seng                                                                    |
| 2013 | Lui Va Long                                                                        |
| 2014 | Liu Chung Laung                                                                    |
| 2014 | João Augusto da Rosa                                                               |
| 2014 | Mário Alberto de Brito Lima Évora                                                  |
| 2015 | Vitória Alice Maria da Conceição                                                   |
| 2015 | João Baptista Manuel Leão                                                          |
| 2015 | Manuel Marcelino Escovar Trigo                                                     |
| 2015 | Equipa médica do serviço de psiquiatria do Centro Hospitalar Conde de São Januário |
| 2016 | Direção dos Serviços de Identificação                                              |
| 2016 | Cândida da Silva Antunes Pires                                                     |
| 2017 | João Augusto Gonçalves Gil de Oliveira                                             |
| 2017 | Zhao Guoqiang                                                                      |
| 2017 | Iau Kam Hoi                                                                        |
| 2017 | He Haiming                                                                         |
| 2018 | Xu Aoao                                                                            |
| 2018 | Kuok Cheong U                                                                      |
| 2018 | Maria Paula de Matos Pimenta Simões                                                |
| 2018 | Mak Seng Hin                                                                       |
| 2019 | Cheang Seng Ip                                                                     |
| 2019 | Poon Lock Kee Rocky                                                                |
| 2019 | Manuela Teresa Sousa Aguiar                                                        |
| 2019 | Sociedade de Prestação de Serviços Kong Seng Paging, Limitada                      |
| 2020 | Serviços de Saúde                                                                  |